# Карлсруэ (пароход)
Карлсруэ — грузовой пароход судоходной компании Ernst Russ, потопленный в 1945 году. Рассматривается как возможное местонахождение Янтарной комнаты.

## История
Судно было построено в 1905 году на верфи Шихау-Зеебек в Бремерхафене для компании Packetfahrt-Actien-Gesellschaft. В 1918 году Томас Кир, бывший капитан лайнера «Беренгария», стал капитаном небольшого «Карлсруэ». 1935 году корабль приобрела компания Schiffahrt- & Assekuranz-Ges. E. Russ & Co., во владении которой он оставался до 1945 года.

## Последний рейс
11 апреля 1945 года, «Карлсруэ» принял на борт 1083 беженцев в Пиллау и покинул порт около 20:00 по направлению к полуострову Хель, где корабль оказался на рейде утром 12 апреля 1945 г. Там «Карлсруэ» присоединился к колонне, состоявшей, кроме него, из пароходов «Сантандер» (OPDR), и 3 тральщиков, которая около 9:00 отправилась в сторону Копенгагена. Поскольку «Карлсруэ» шёл на скорости 7 узлов, тогда как остальная колонна шла быстре, на 9 узлах, он довольно скоро отстал от колонны. 13 апреля 1945 года «Карлсруэ» к северу от Штольпмюнде атаковали и потопили советские летчики. Тральщики 25-й флотилии тральщиков, M 294 (капитан-лейтенант Фольбертс) и M 341 (обер-лейтенант-цур-зее Генри Петер Рикмерс) смогли спасти только около 150 из 1083 беженцев (M 294 = 63 человека и M 341 = 87 человек).

## Янтарная комната
В 2020 году корабль упоминался в СМИ как возможное местонахождение Янтарной комнаты.